# Chet Is Back!
| Recensione | Giudizio |
| ---------- | -------- |
| AllMusic   |          |

Chet Is Back! è un album a nome Chet Baker Sextet, pubblicato (in Italia) dalla casa discografica RCA Victor Records nel 1962.

## Tracce

### LP
Lato A (NKHP 21285)
1. Well You Needn't – 6:18 (musica: Thelonious Monk)
2. These Foolish Things – 4:52 (testo: Holt Marvell (Eric Maschwitz), Harry Link – musica: Jack Strachey)
3. Barbados – 8:20 (musica: Charlie Parker)
4. Star Eyes – 3:25 (Don Raye, Gene DePaul)

Lato B (NKHP 21286)
1. Over the Rainbow – 3:25 (testo: Yip Harburg – musica: Harold Arlen)
2. Pent-Up House – 6:45 (musica: Sonny Rollins)
3. Ballata in forma di blues – 9:58 (musica: Amedeo Tommasi)
4. Blues in the Closet – 7:40 (musica: Oscar Pettiford)

### CD
Edizione CD del 2003, pubblicato dalla RCA Victor Records (09026-64020-2)
1. Well, You Needn't – 6:23 (musica: Thelonious Monk)
2. These Foolish Things – 4:56 (musica: Jack Strachey)
3. Barbados – 8:26 (musica: Charlie Parker)
4. Star Eyes – 6:58 (Don Raye, Gene DePaul)
5. Over the Rainbow – 3:30 (musica: Harold Arlen)
6. Pent-Up House – 6:51 (musica: Sonny Rollins)
7. Ballata in forma di Blues – 10:00 (musica: Amedeo Tommasi)
8. Blues in the Closet – 7:41 (musica: Oscar Pettiford)
9. Chetty's Lullaby – 4:04 (testo: Alessandro Maffei – musica: Chet Baker) – Traccia bonus
10. So che ti perderò – 4:16 (testo: Alessandro Maffei – musica: Chet Baker) – Traccia bonus
11. Motivo su raggio di luna – 3:53 (testo: Alessandro Maffei – musica: Chet Baker) – Traccia bonus
12. Il mio domani – 6:21 (testo: Alessandro Maffei – musica: Chet Baker) – Traccia bonus

## Formazione
Chet Baker Sextet
- Chet Baker – tromba
- Chet Baker – voce, tromba (brani: Chetty's Lullaby / So che ti perderò / Motivo su raggio di luna / Il mio domani)
- Bobby Jaspar – sassofono tenore, flauto
- René Thomas – chitarra
- Amedeo Tommasi – pianoforte
- Benoît Quersin – contrabbasso
- Daniel Humair – batteria

Altri musicisti
- Ennio Morricone – direttore d'orchestra, arrangiamenti (brani: Chetty's Lullaby / So che ti perderò / Motivo su raggio di luna / Il mio domani)
- The Swingers – cori (brani: Chetty's Lullaby / So che ti perderò / Motivo su raggio di luna / Il mio domani)
- Componenti dell'orchestra non accreditati (brani: Chetty's Lullaby / So che ti perderò / Motivo su raggio di luna / Il mio domani)[2]

Note aggiuntive
- Glauco Cortini – foto copertina album originale
- Ferruccio Piludu – copertina e impaginazione album originale[3]